# Народни дневник
Народни дневник (кинески: 人民日报; пињин: Ренмин Рибао) је званично гласило Централног комитета Комунистичке партије Кине. Пружа директне информације о политици и ставовима КП Кине на више језика.

## Историја
Лист је основан 15. јуна 1948. а издаван је у округу Пингшан, у Хебеју, све док његове канцеларије нису пресељене у Пекинг у марту 1949. године. Од свог оснивања, „Народни дневник” је био под директном контролом највишег руководства КПК. Денг Туо и Ву Ленгсји били су главни и одговорни уредници од 1948. до 1958. и 1958–1966, али је лист у ствари контролисао Ху Чјаому,  лични секретар Мао Цедунга. Новине су званични „гласник“ (喉舌) Централног комитета Комунистичке партије Кине.
Велики број чланака посвећених политичкој личности, идеји или географском фокусу често се узима као знак да се поменути званичник или субјект уздиже. Прави се разлика између уводника, коментара и мишљења. Иако сви морају бити одобрени од стране владе, они се оштро разликују по количини званичног ауторитета који садрже по плану – од врха. На пример, иако је мало вероватно да ће неко мишљење садржати ставове супротне ставовима владе, оно може да изражава становиште или може да садржи дебату која се разматра и одражава само мишљења писца: уређивачки пробни балон за процену унутрашње јавно мњење. Насупрот томе, званичан уводник, који је прилично ретко присутан, значи да је влада донела коначну одлуку о неком питању.
Анализа формулације свих бројева Народног дневника од 1995. до 2000. коришћена је у писању „Прве серије стандардизованих облика речи са нестандардизованим варијантним облицима”.‍:3
„Народни дневник” објављује таблоид „Глобал Тајмс”.